# 学校法人平和学園
学校法人平和学園（がっこうほうじんへいわがくえん）は、神奈川県茅ヶ崎市富士見町にある学校法人。

## 概要
平和学園は賀川豊彦を初代理事長として村島帰之により創立されたキリスト教主義の学園である。
1917年（大正6年）に設立された白十字会林間学校が前身で、1946年（昭和21年）4月7日に旧制平和女学校を開校し、この日を創立記念日とした。
その後私立学校法が施行され、1951年（昭和26年）に学校法人平和学園を設立した。
2000年（平成12年）4月には中学・高校名をアレセイア湘南中学校・高等学校と改名し男女共学による幼稚園から高校までのキリスト教主義一貫教育を確立している。現在の理事長は所澤保孝。

## 設置している学校
- 平和学園幼稚園
- 平和学園小学校
- アレセイア湘南中学校・高等学校